# Polly Arnold
Pour les articles homonymes, voir Arnold.
Polly Louise Arnold (née le 24 juillet 1972) est une chimiste britannique. Elle est lauréate du prix Rosalind-Franklin en 2012.

## Jeunesse et formation
Polly Arnold suit des études à la Notting Hill and Ealing High School et à la Westminster School. Elle étudie la chimie au Brasenose College d'Oxford (BA). Elle travaille à l'université du Sussex pour des recherches de troisième cycle où son doctorat, Low valent and low co-ordinate complexes of transition metals and lanthanides, est supervisé par Geoffrey Cloke.

## Recherche et carrière
Les recherches de Polly Arnold se concentrent sur la chimie synthétique exploratoire, en particulier sur la fabrication de complexes qui présentent une structure de liaison inhabituelle dans les premiers métaux de transition, et la chimie des lanthanides et des actinides. Ces connaissances sous-tendent la découverte de catalyseurs et notre compréhension du comportement des déchets nucléaires.
Polly Arnold est boursière postdoctorale du programme Fulbright au Massachusetts Institute of Technology (MIT) avant de retourner au Royaume-Uni pour un poste de professeur en 1999. Ses recherches sont axées sur la conception et la synthèse de complexes de blocs f hautement réactifs qui peuvent activer de petites molécules inertes telles que les oxydes de carbone, le diazote et les hydrocarbures, et qui peuvent fournir des informations fondamentales sur la structure et la liaison au bas du tableau périodique,.
Elle a donné des conférences dans le monde entier, conseillé le gouvernement et l'industrie et apparaît régulièrement dans les médias grand public et les réseaux sociaux pour discuter de l'importance et des avantages de la diversité dans la main-d'œuvre des sciences, de la technologie, de l'ingénierie et des mathématiques (STIM).

## Reconnaissance
- Prix Rosalind-Franklin 2012. Ce prix finance la création du film documentaire A Chemical Imbalance, dont elle est la productrice exécutive[6].
- Prix Corday-Morgan de la Royal Society of Chemistry 2012[7].
- Élue membre de la Royal Society of Edinburgh[8].
- Suffrage Science award[9].
- Nommée officier de l'ordre de l'Empire britannique en 2017.
- Prix Sir Geoffrey Wilkinson de la Royal Society of Chemistry, la seule femme ayant jamais reçu ce prix[10] en 2018.
- Élue membre de la Royal Society en 2018.

## Publications
Polly Arnold est l'auteure de nombreux articles de recherches, dont :
- Silver nanoparticles and polymeric medical devices: a new approach to prevention of infection?, F. Furno, K.S. Morley, B. Wong, B.L. Sharp, P.L. Arnold et al., Journal of Antimicrobial Chemotherapy 54 (6), 1019-102 ;
- Abnormal N-heterocyclic carbenes, P.L. Arnold et S. Pearson, Coordination Chemistry Reviews, 251 (5-6), 596-609 ;
- Anionic tethered N-heterocyclic carbene chemistry, S.T. Liddle, I.S. Edworthy et P.L. Arnold, Chemical Society Reviews, 36 (11), 1732-1744 ;
- F-block N-heterocyclic carbene complexes, P.L. Arnold et I.J. Casely, Chemical reviews, 109 (8), 3599-3611 ;
- Arene-bridged diuranium complexes: inverted sandwiches supported by δ backbonding, P.L. Diaconescu, P.L. Arnold, T.A. Baker, D.J. Mindiola et C.C. Cummins, Journal of the American Chemical Society, 122 (25), 6108-6109.